# لادیکی
لادیکی یا لادیکی اهل کورنا (یونانی باستان: Λαδική؛ ‏حدود ۵۴۸ ق.م. تا ۵۲۶ ق. م) یک شاهزاده یونانی از کورنا و عضو دودمان باتیاد بود. او با فرعون مصر باستان آماسیس دوم ازدواج کرد. پس از مرگ آمسیس در سال ۵۲۶ پیش از میلاد، لادیکی از مصر به کورنا (که امروزه در نزدیکی شهر شحات در لیبی قرار دارد) بازگشت.

## خانواده
لادیکی دختر باتوس سوم، پادشاه کورنا و فره‌تیما، همسر او بود. برادرش آرسیسیلاس سوم، پادشاه یونانی آینده کورنا بود. اگرچه پدربزرگ و مادربزرگ مادری او شناخته نشده‌اند، پدربزرگ و مادربزرگ پدری او پادشاه یونانی سیرینه آرسیسیلاس دوم و ملکه یونانی سیرینه اری‌کسا بودند. اگرچه پدر او به‌طور عمومی باتوس سوم شناخته می‌شود، هرودوت اشاره کرده است که طبق برخی گزارش‌ها، ممکن است پدر او آرسیسیلاس دوم یا کریتوبولوس، یکی از برجسته‌ترین شهروندان یونانی سیرینه، بوده باشد.
او با آماسیس دوم فرعون مصر باستان ازدواج کرد. مشخص نیست که آنها فرزندی داشتند یا خیر، اما از طریق این ازدواج، لادیکی حداقل دو پسر ناتنی به نام‌های احمس و پسامتیک سوم داشت.

## ازدواج
باتوس سوم با فرعون آمسیس دوم متحد شد تا برقه را از تهدیدات جمعیت بومی لیبی و اشرافیت محلی محافظت کند. باتوس به آمسیس اجازه داد که یک زن یونانی از برقه برای ازدواج انتخاب کند. آمسیس دختر باتوس، لادیکی، را انتخاب کرد. لادیکی و آمسیس در کورنا ازدواج کردند.
زمانی که لادیکی با آمسیس ازدواج کرد، او عضو دودمان بیست و ششم مصر شد. لادیکی در تاریخ مصر باستان شناخته‌شده نیست و نام او بر روی هیچ بنای تاریخی از آن زمان یافت نشده است. همچنین در هیچ‌یک از نوشته‌های مصر از آن دوره به او اشاره نشده است. با این حال، ازدواج او با آمسیس باعث شد که تعاملات فرهنگی و تجاری بین مصر و همسایگانش در مدیترانه گسترش یابد.
طبق گفته هرودوت، هنگامی که آمسیس و لادیکی به کاخ او در سائیس مصر برگشتند، ازدواج آنها برای مدتی به سرانجام نرسید. هر بار که آمسیس به بستر می‌رفت، نمی‌توانست با لادیکی ارتباط جنسی برقرار کند، هرچند که این مشکل برای همسران دیگرش وجود نداشت. آمسیس فکر کرد که شاید لادیکی او را جادو کرده است و به‌طور رسمی او را متهم کرد. اگر لادیکی گناهکار شناخته می‌شد، مجازات او مرگ بود. او این اتهام را رد کرد، اما تأثیری در دل شوهرش نداشت. لادیکی به الهه یونانی عشق، آفرودیته دعا کرد و قول داد که یک مجسمه از او در کورنا بسازد اگر الهه جان و ازدواج او را نجات دهد. الهه به دعا او پاسخ داد و ازدواج آنها تکمیل شد و فرعون عمیقاً به او دل بست. آماسیس دوم اتهام خود را نسبت به لادیکی پس گرفت. لادیکی دستور داد مجسمه‌ای از آفرودیته ساخته شود و آن را به کورنا فرستاد، جایی که این مجسمه در بیرون شهر قرار داده شد. این مجسمه در زمان هرودوت هنوز در همان مکان قرار داشت.

## بازگشت بهکورنا
وقتی آمسیس در سال ۵۲۶ پیش از میلاد درگذشت، پسامتیک سوم فرعون شد و تا سال ۵۲۵ پیش از میلاد که کمبوجیه دوم پادشاه ایران، مصر را فتح کرد، حکمرانی کرد. وقتی کمبوجیه دوم متوجه شد که لادیکی کیست، او را با امنیت از مصر به کورنا بازگرداند. پس از بازگشت او به کورنا دیگر هیچ‌چیز از زندگی لادیکی مشخص نیست.